# Les Ulmes
Les Ulmes é uma comuna francesa na região administrativa da Pays de la Loire, no departamento de Maine-et-Loire. Estende-se por uma área de 8,1 km². Em 2010 a comuna tinha 593 habitantes (densidade: 73,2 hab./km²).